# 韦略 (埃罗省)
韦略（法語：Vélieux，法語發音：[veljø]）是法国埃罗省的一个市镇，属于贝济耶区。

## 地理
韦略（43°23'15"N, 2°44'1"E）面积10.15 平方千米，位于法国奧克西塔尼大區埃罗省，该省份为法国南部沿海省份，南濒地中海，西南接奥德省，西北接塔恩省和阿韦龙省，东北与加尔省接壤。
与韦略接壤的市镇（或旧市镇、城区）包括：布瓦塞、拉科内特、米内尔沃、里约塞克、圣让德米内尔瓦。

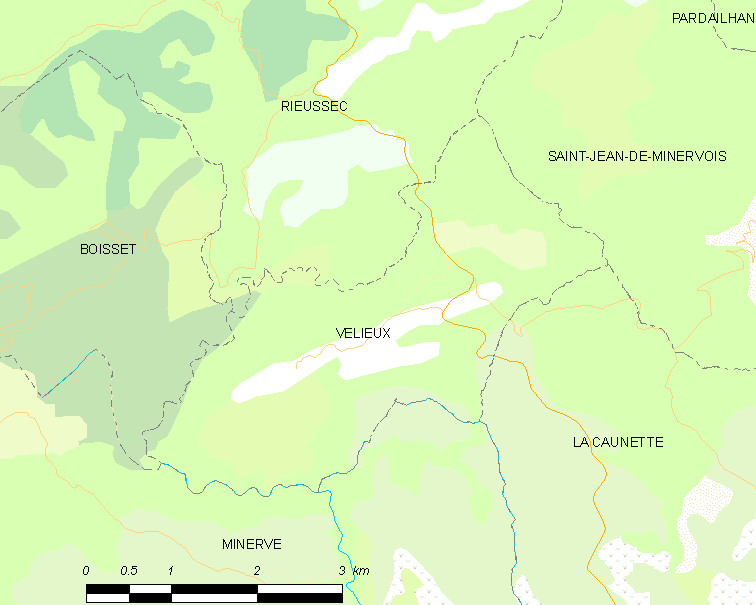
的OSM定位图

韦略的时区为UTC+01:00、UTC+02:00（夏令时）。

## 行政
韦略的邮政编码为34220，INSEE市镇编码为34326。

## 政治
韦略所属的省级选区为圣庞斯德托米耶尔县。

## 人口

1962-2008年间人口变化图示

韦略于2022年1月1日时的人口数量为102人。